# Нюмън (град, Калифорния)
Нюмън (на английски: Newman) е град в окръг Станислос, щата Калифорния, САЩ. Нюмън е с население от 11 361 жители (по приблизителна оценка от 2017 г.) и обща площ от 3,6 km². Намира се на 27 m надморска височина. ЗИП кодовете му са 95360, а телефонният му код е 209.